# Escrime médiévale
L'escrime médiévale est un terme couvrant deux aspects : d'une part, l'histoire et la compréhension de l'escrime telle qu'elle était pratiquée au Moyen Âge ; d'autre part la démarche qui a pour objet de la reconstituer. Cet article tente de couvrir les deux aspects. 
L'escrime médiévale se base sur des manuscrits anciens qui nous sont parvenus, ainsi que des pièces de musée. Il faut principalement comprendre que le terme d'escrime, au Moyen Âge, recouvrait non seulement le maniement de l'épée médiévale, mais également tout un ensemble arts martiaux médiévaux qui étaient souvent organisés en systèmes complets de défense armée (épée longue, épée et bocle, dague, lance, bouclier de duel judiciaire, etc.) et de formes de corps à corps (ringen...). 

## Histoire de l'escrime médiévale

### Les traditions d'escrime médiévale en Europe

#### Jusqu'auXIVesiècle

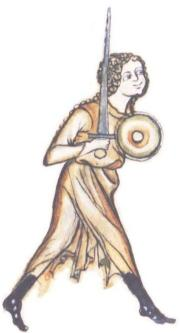
Manuscrit I:33 : une illustration d'une femme nommée Walpurgis s'entraînant aux techniques d'épée et de bouclier est dans le manuscrit parmi d'autres (1290).

Il n'y a pas de traité qui soit parvenu jusqu'à nous jusqu'à environ 1300. La connaissance des arts martiaux passe donc par des sources indirectes : des armes et des squelettes trouvées lors de fouilles archéologiques, de l'iconographie (comme la tapisserie de Bayeux), des mentions de combats plus ou moins détailles (comme dans les sagas scandinaves).
Le manuscrit Royal Armouries Ms. I.33 (dit aussi Manuscrit de Walpurgis, Codex de la Tour de Londres, ou Fechtbuch de Luitger) est daté d'entre 1280 et 1300. Il décrit des techniques de combat à l'épée à une main et à la bocle (petit bouclier rond avec umbo), style de combat très efficace en usage de l'antiquité jusqu'à la Renaissance. Ce manuscrit didactique - sorte de livre du maître - met en scène un personnage tonsuré et son élève, ce qui laisse à penser que cet ouvrage est un manuel destiné à un "sport de combat" pratiqué dans des écoles ecclésiastiques. C'est le premier traité écrit décrivant spécifiquement un art du combat, datant du Moyen Âge européen.

#### XIVesiècle-XVesiècle
On distingue principalement deux traditions qui ont été très actives et qui ont laissé des traités qui soient parvenus jusqu'à nous : la tradition italienne, et la tradition allemande (la plus importante). Dans tous les cas, l'on distingue un certain nombre de points communs : les armes sont multiples, et une arme telle qu'une épée est utilisée à la fois de taille et d'estoc, en utilisant aussi des techniques de lutte à l'épée (surtout utiles en armure). Les quillons, le pommeau servent comme moyen de percussion sur le visage ou de crochetage pour lutter contre son adversaire. L'épée peut être prise une main sur la lame, de sorte que l'épée devienne un levier : l'on parle de "demi-épée" (Halbschwert, en allemand) ; elle peut également être prise les deux mains sur la lame, afin d'utiliser l'épée comme un marteau.

##### Tradition italienne
Les manuscrits de Fiore dei Liberi datent d'environ 1410, trois d'entre eux sont rédigés en italien et un dernier en latin. Y sont représentées toutes les formes de combat de l'époque nécessaires à la formation d'un homme d'armes : la lutte, le combat à la dague, à l'épée longue (la spada longa), à la hache d'armes et bec de corbin, le combat en armure. Lors de la rédaction de ces traités, Fiore était âgé d'environ 60 ans et avait (ainsi dit-il dans ses traités) un passé martial de quarante ans, ce qui signifie que les techniques qu'il décrit datent du XIVe siècle. Fiore dei Liberi a été suivi par un second maître notable, Filippo Vadi (it), qui a écrit un traité notable entre 1482 et 1487, De Arte Gladiatoria Dimicandi.

##### Tradition germanique

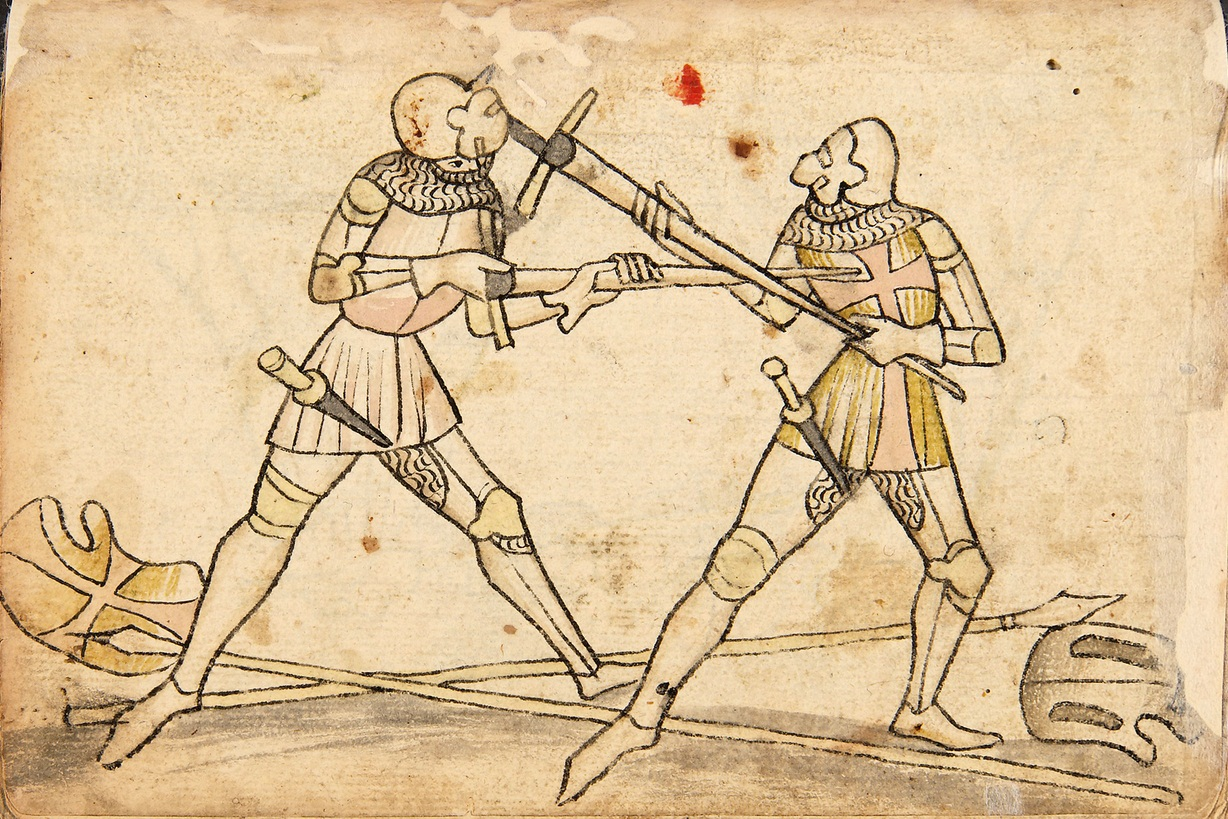
Image du Codex Wallerstein (Augsburg Cod.I.6.4º.2, folio 107v), montrant du combat à l'épée longue (en prise de demi-épée) en armure.

Il s'agit d'un ensemble de manuscrits dits « Fechtbücher » (Fechtbuch signifie en moyen haut-allemand "livre sur le combat") datant pour la plupart du milieu du XVe siècle. Comme les traités italiens, ces traités se caractérisent par le fait qu'ils abordent une multitude d'armes. Cependant, c'est l'épée longue, ou épée à deux mains, qui est vue comme la plus importante et comme arme introductive à toutes les autres armes.
Une figure centrale ressort très souvent dans ces traités, celles du maître d'armes Johannes Liechtenauer, dont on ne sait pratiquement rien, mais qui aurait laissé un poème en vers très obscur, dans lequel il détaille un ensemble de techniques formant un système de combat à l'épée longue. On trouve pour la première fois une trace de ce texte dans le livre de raison de Nuremberg HS 3227a (également connu sous le nom de Codex Döbringer). Le texte a été repris, et glosé, par toute une série de maîtres d'armes qui forment ce que l'on appelle aujourd'hui la tradition de Liechtenauer. Ainsi, le maître Paulus Kal donne une liste de maîtres du « cercle de Liechtenauer » dont il fait lui-même partie : Peter Wildhans Von Glass, Peter von Danzig, Hans Schindler Von Zwayen, Lamprecht Von Prague, Hans Von Erfurt, Andreas Lignitzer, Jacob Lignitzer (frere d'Andreas), Siegmund Ringeck, Hartmann Von Nürnberg, Mertein Hundsfelder, Hans Pägnitzer, Philhippe Perger, Virgil Von Krakau, Dietrich Degen Von Braunschweig, Ott le juif, Stettner. Les traits marquants de ces traités, à l'épée longue, sont les suivants :
- quatre gardes fondamentales: Ochs (le bœuf), Pflug (la charrue), Alber (le fou) et Vom Tag (la garde "du jour" ou "du toit");
- la notion de coup de maître (meisterhau), initialement des techniques secrètes réservées à des initiés, qui consistent à parer un coup adverse et à blesser l'adversaire, simultanément.

Il est également important de signaler l'existence de traditions faisant état d'un fond martial germanique commun, mais non rattachées au style de Liechtenauer. C'est le cas des traités de la série dite "Gladiatoria", mais également des pièces d'épée décrites dans le Codex Wallerstein, qui ne font référence ni au texte de Liechtenauer et de ses successeurs, ni même à son autorité intellectuelle.
La lutte et le corps à corps occupent une place importante dans les techniques médiévales de combat germaniques. L'une des plus grandes traditions est celle du juif converti Otto, dont on trouve les premières traces dans les ouvrages de Hans Talhoffer. La tradition s'étend tout le long du XVe siècle et se retrouve dans certaines compilations du XVIe siècle. Les ouvrages majeurs qui exposent les enseignements de Ott sont ceux de Hans Talhoffer, de Sigmund Ringeck, de Hans von Speyer, de Peter von Dantzig et de l'anonyme appelé communément "Goliath"
La marque principale des traités du XVIe siècle, est qu'ils sont totalement à visée martiale, et couvrent notamment les besoins du duel judiciaire.

#### L'influence tardive auXVIesiècleet au-delà
Il n'y a pas de rupture franche au passage de la Renaissance, les évolutions sont progressives, et les traditions médiévales restent encore actives au niveau des techniques pendant longtemps. Dans un premier temps, au passage du XVIe siècle, le point le plus remarquable est le fait que l'escrime évolue peu à peu vers une forme courtoise. Voici un aperçu de quelques points remarquables.

##### En Italie du Nord
En Italie du Nord, dans la ville de Bologne, un certain nombre de maîtres d'armes sont actifs dans la ville durant tout le XVe siècle. Au début du XVIe siècle, avec les traités d'Antonio Manciolino (1531, première édition sans doute en 1522-1523) et d'Achille Marozzo (1536), le contenu de cet enseignement est diffusé dans toute l'Europe puisque le traité de Marozzo est réédité à plusieurs reprises, jusque dans le XVIIe siècle. Ces deux traités touchent également une multitude d'armes, de l'épée à une main, à l'épée à deux mains, accompagnée ou non d'un bouclier, d'une dague, ou bien les armes d'hast. Il s'agit d'une escrime de taille et d'estoc qui partage une nomenclature des coups et garde cousine de celle décrite chez Fiore dei Liberi, qui commence à être utilisée dans un cadre courtois, avec l'apparition d'épées neutralisées pour le jeu (spade da gioco) et de premières règles de comptage de points (chez Manciolino). L'escrime bolonaise peut être vue comme l'escrime qui fait la transition entre l'escrime médiévale, et l'escrime de la fin du XVIe siècle, qui commence à privilégier l'usage de l'estoc, à la rapière.

##### Dans l'espace germanique

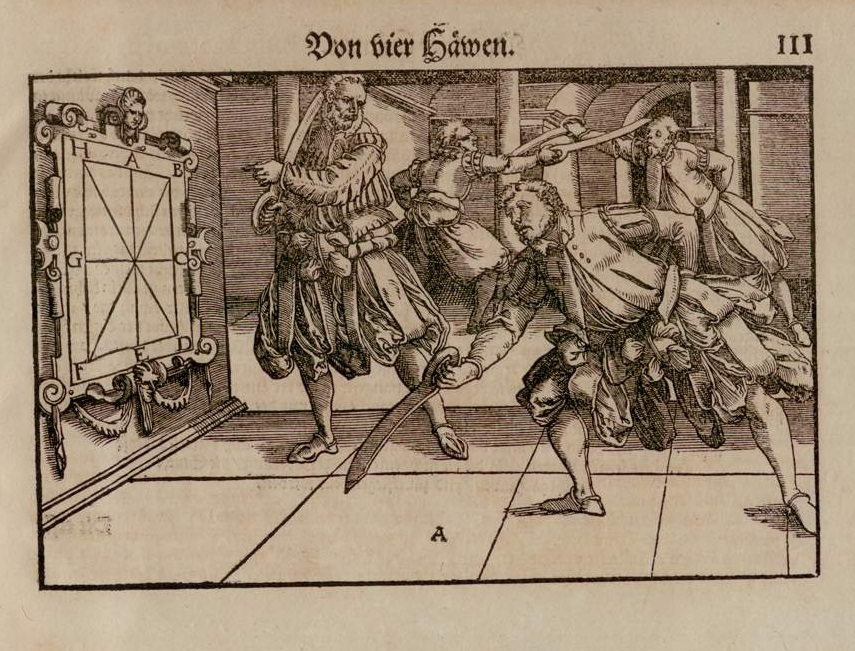
Image issue du traité de Joachim Meyer (1570). Les armes visibles sont du type Düssack. L'on y voit un début de géométrisation de l'escrime, suivant l'influence italienne.

La tradition de Liechtenauer reste très vivace durant la majeure partie du XVIe siècle. Andre Paurñfeyndt a écrit en 1516 un traité qu'il a publié sous le nom de Ergrundung Ritterlicher Kunst der Fechterey ("Fondements de l'art chevaleresque de l'escrime"), qui suit la tradition de Liechtenauer, en ajoutant des pièces nouvelles ; le traité a été traduit en français et également repris dans un traité ultérieur publié par Christian Egenolff. Est notable également le travail de Paulus Hector Mair, patricien de la ville d'Augsbourg, qui a englouti ses fonds personnels (et détourné une partie des fonds de la ville, dont il était fonctionnaire) pour la publication de traités monumentaux par leur taille (plusieurs centaines de pages), De arte athletica et Opus amplissimum de arte athletica, dans lesquels sont recensés et décrit à peu près tous les arts martiaux de l'espace germanique. Enfin, il convient de noter Joachim Meÿer, dont le traité de 1570 est une modernisation importante de la tradition de Liechtenauer, avec également un chapitre consacré à une forme primitive de rapière. Le dernier traité de la tradition germanique est le New Kůnstliches Fechtbuch de Jakob Sutor, de 1612.
Au XVIe siècle, comme l'attestent les traités d'Andre Paurñfeyndt et Joachim Meÿer, l'escrime allemande s'est elle aussi peu à peu transformée pour prendre une dimension courtoise, par la pratique d'une version neutralisée de l'épée longue, le Feder ; ainsi que d'une arme d'introduction à l'épée à une main en bois et en cuir, le Düssack (en) ; enfin par la prohibition de l'estoc, trop dangereux, qui est remplacé chez Meyer par les coups du plat de la lame. De plus, les escrimeurs germaniques s'organisent en confréries d'escrimeurs, souvent rivales, les Marx Brüder et les Federfechter en sont les plus connues. Ces confréries s'affrontent lors de tournois, les Fechtschule.

## La pratique de l'escrime médiévale aujourd'hui

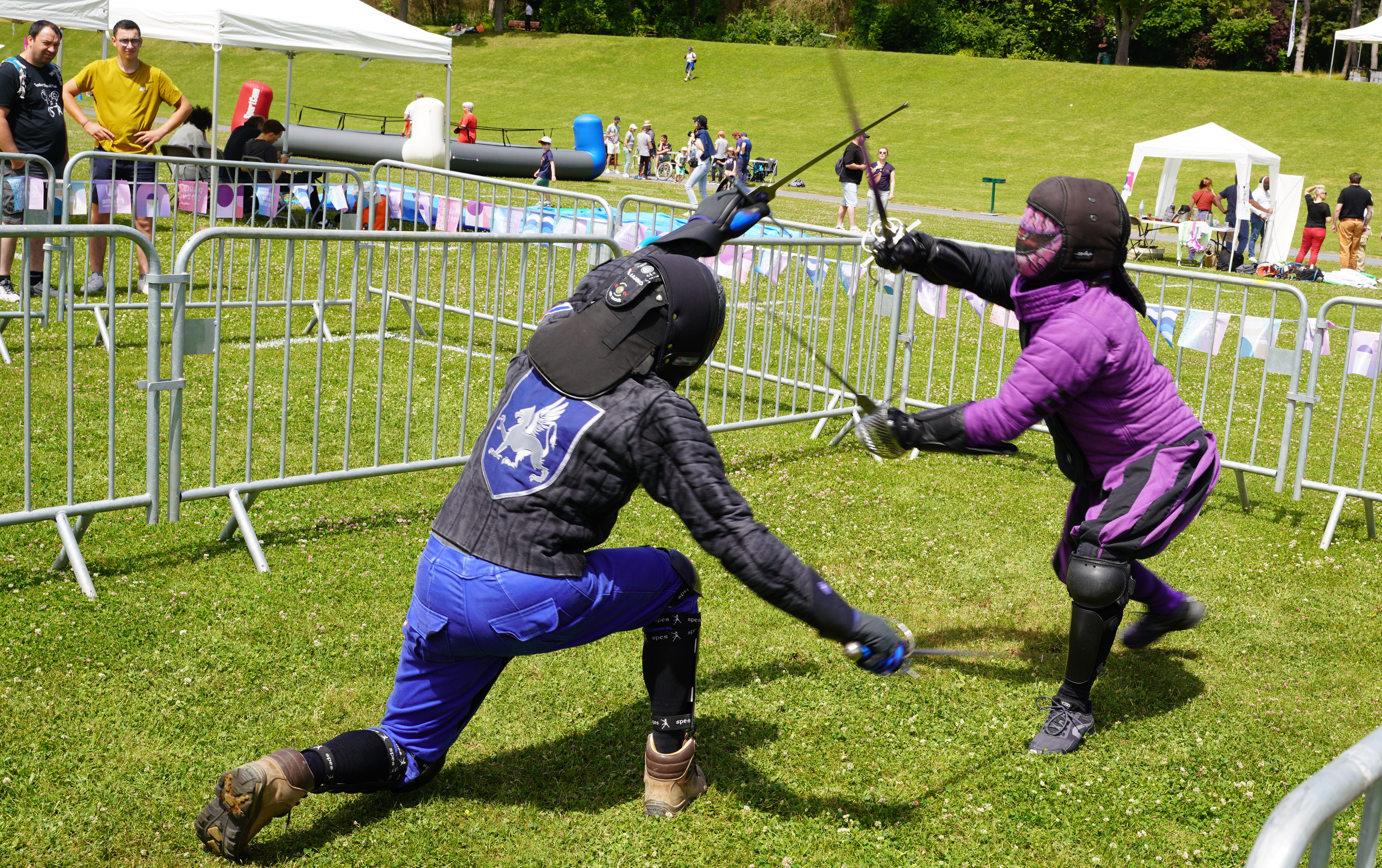
Pratiqué au sein de l'association Ex Machina.

En tant que reconstitution contemporaine, l'escrime médiévale fait partie des mouvances d'escrime historique qui englobent toute forme d'escrime sourcée. L'escrime médiévale peut se pratiquer au sein de plusieurs structures, à visées différentes :
- Au sein d'associations d'Arts Martiaux Médiévaux et Renaissance d'Occident (AMMRO), qui travaillent à partir de transcriptions et de traductions des traités et manuels de combats des XIVe, XVe et XVIe siècles - les instructeurs donnent cours à la suite de ce travail d'exploitation des sources, l'objectif étant de faire primer le caractère martial des traditions étudiées durant les cours, tournois et stages ;
- auprès d'associations de recherche vouées aux arts martiaux historiques européens (AMHE), où seul l'aspect technique compte, avec un maximum de rigueur, les assauts étant effectués en tenues de protection moderne, et pouvant être pratiqués aussi de manière compétitive ;
- au sein d'un club d'escrime artistique dépendant de la Fédération Française d'Escrime, où seule la dimension du spectacle est recherchée (avec une recherche de l'esthétique plus que du réalisme) ;
- dans le cadre de la pratique du Béhourd, sport de combat médiéval full contact en armure ;
- ou, enfin, au sein d'une compagnie médiévale de reconstitution historique, ces compagnies développant souvent une démarche analogue à l'escrime artistique, en plus d'un souci plus ou moins extrême de réalisme pour les costumes et les objets utilisés.

L'étude des traités d'escrime médiévaux conduit à une pratique martiale qui recherche la précision technique par l'interprétation de ces sources. Par mesure de sécurité aucune application, autre que l'étude du geste, ne découle de cette pratique qui est à dissocier de la pratique sportive qu'elle peut engendrer. Celle-ci met en application l'art martial en question dans un assaut libre. Comme tout sport de combat, cette activité a ses restrictions propres liées à la sécurité des pratiquants qui utilisent un shinaï modifié (ajout de quillons et d'un lest pour rendre ce simulateur plus réaliste), une épée en bois ou une arme métallique aux tranchants émoussés. Le choix d'un type de simulateur dépend des préférences personnelles des pratiquants et entraine une protection adéquate et adaptée à l'activité pour garantir leur sécurité.